# 聖三一主日

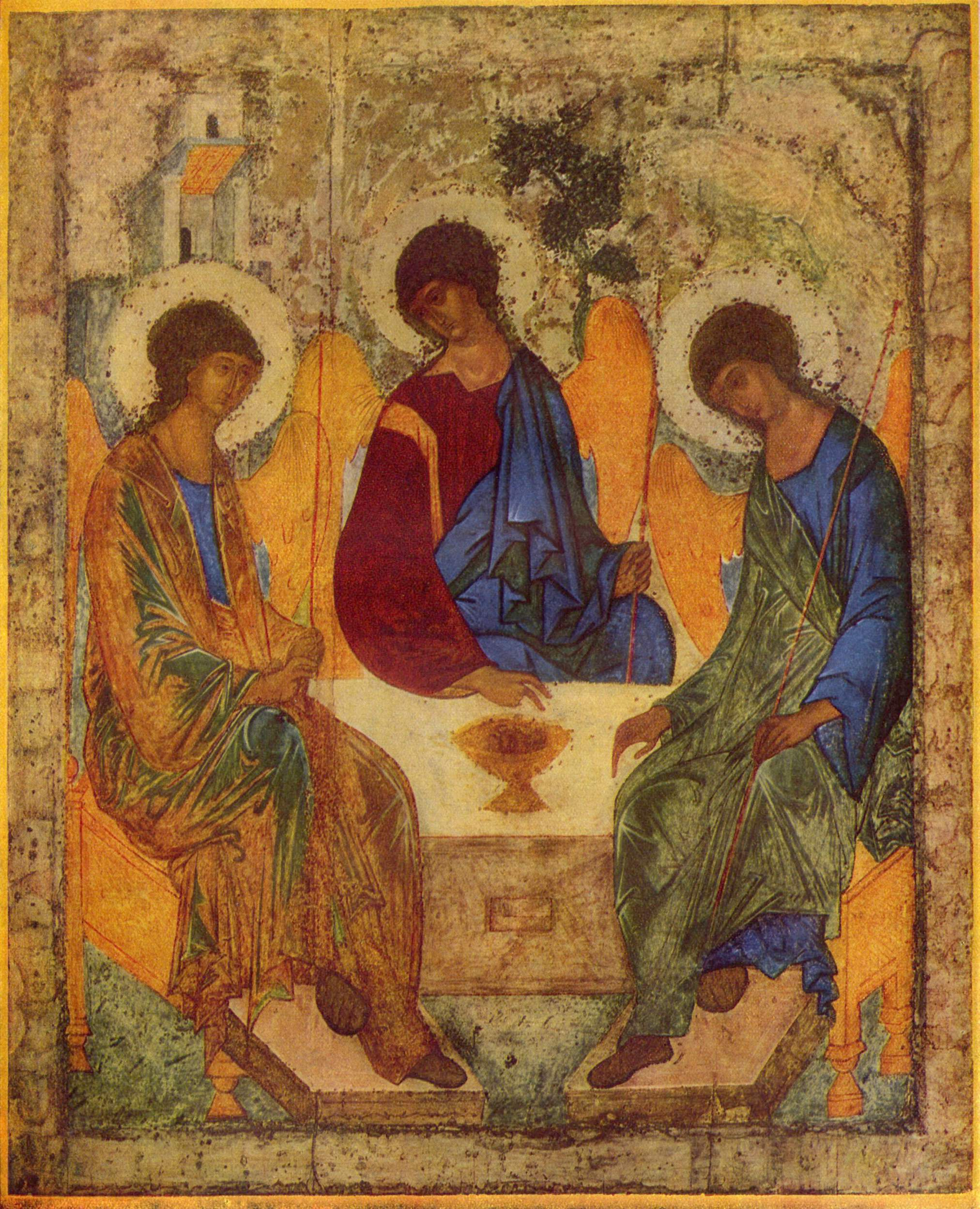
聖三位一體，由安德烈‧魯布烈夫所作，取材自亞伯拉罕曾接待的三位天使，以此象徵聖三位一體，亦為正教會代表性的聖像畫之一。

聖三一主日（或稱三一主日、三位一体主日、聖三主日、聖三節、天主聖三節）是传统基督教节日，旨在紀念頌讚聖三位一体上帝的奧秘。在拉丁禮天主教會、信義宗、衛理宗、長老宗、聯合基督教會和聖公宗中，聖三一主日的日期以復活節而定，在聖神降臨節之後的第一個主日。在東正教會及東儀天主教會，聖三一主日就是聖神降臨節的那個主日，聖神降臨節之後的第一個主日是諸聖節。早期的基督教會並沒有此節期，聖三一主日的紀念開始於1334年。

## 节日來源
約在七世紀出現聖三感恩禮，並被納入聖事禮書中。起初教宗亞歷山大二世和亞歷山大三世都認為誦念《光榮頌》已是對聖三位一体的敬禮，所以不贊成將之列為節慶。但其實此慶節已在各地教會慢慢流傳，中歐有些本篤會教徒已將聖三一主日視為慶節，只是日期並不一致。直到1334年，教宗若望二十二世才訂聖神降臨節後的主日為天主聖三節，並通令天主教會守節。